# Лабори, Фернан
Фернан Лабори (18 апреля 1860[…], Реймс — 14 марта 1917[…], Париж) — выдающийся французский адвокат.
Был приглашен семьей Альфреда Дрейфуса для защиты во время вторичного пересмотра его дела. Как защитник, Лабори проявил необыкновенное гражданское мужество и удивительную энергию и сделался предметом ожесточенных нападок со стороны националистов и антисемитов.
Во время Реннского процесса (1899) на жизнь Лабори было совершено покушение, причем стрелявшему удалось вовремя скрыться, несмотря на то, что покушение было совершено среди бела дня и в центре города. Лабори был против принятия Дрейфусом помилования от президента республики, требуя полной реабилитации его имени.
Он был защитником и в других громких делах, например, анархиста Огюста Вайяна, бросившего бомбу в парламент и в итоге казнённого, фигурантки «мошенничества века» Терез Эмбер и супруги экс-премьера Жозефа Кайо, застрелившей главреда газеты «Фигаро».